# Fret (dier)
De fret (Mustela putorius furo) is de gedomesticeerde vorm van de bunzing en behoort tot de marterachtigen. De wetenschappelijke naam werd, als Mustela furo, in 1758 gepubliceerd door Carl Linnaeus. Zoals alle marterachtigen zijn fretten roofdieren. Over het algemeen wordt de fret gehouden als gezelschapsdier, maar er zijn ook fretten die worden gebruikt voor de jacht. Deze vorm van jagen wordt fretteren genoemd. De fret wordt gemiddeld 5 tot 7 jaar oud en is (inclusief de staart) 35-50 cm lang.

## Habitat
Omdat fretten volledig gedomesticeerde dieren zijn en niet in het wild kunnen overleven, hebben ze geen habitat en vallen ze niet onder de werkingssfeer van artikel 3 van het Nederlandse "Besluit aanwijzing beschermde dier- en plantensoorten Flora- en faunawet". In het wild waargenomen fretten zijn waarschijnlijk bunzingen.

## Afkomst
De fret is een gedomesticeerde bunzing. Het is een ondersoort van de Europese bunzing (Mustela putorius), die mogelijk ooit met de Aziatische steppebunzing (Mustela eversmannii) is gekruist.

## Pups
Bij fretten wordt het vrouwtje een moer genoemd, het mannetje een ram en de jongen pups.
De paartijd van fretten loopt van maart tot augustus. Een moer is vruchtbaar bij de eerste loopsheid bij ongeveer 9 maanden. Ze werpt na een draagtijd van 42 dagen een nest van gemiddeld 8 haarloze, blinde pups. Na een week begint hun vacht te groeien en na 4 weken zoeken ze de toiletbak op en eten ze vast voedsel. Ook gaan nu hun oogjes open. Met 8-9 weken wisselen ze de melktandjes. Vanaf 8 weken kunnen ze bij de moeder weg.
Het is zinvol het moertje de laatste twee weken van de dracht van extra voer te voorzien, om de groei van de pups en de opbouw van reserves voor latere melkgift niet te belemmeren.
Voor het spenen van de pups kan men ze bijvoederen. Dit is extra belangrijk voor grote worpen, omdat in dat geval de hoeveelheid melk van de moeder niet voldoende is.
Het is ook belangrijk dat moertjes op tijd worden gedekt of gesteriliseerd. Dit laatste gebeurt door de gonaden of de eierstokken te verwijderen. Als een moer niet wordt gedekt of gesteriliseerd, zal ze de volledige periode van maart tot augustus hormonen produceren. Dit kan de kans op beenmergdepressies vergroten door de langdurige loopsheid. Indien een moertje enkel maar gesteriliseerd wordt (onvruchtbaar gemaakt door een knipje in de eierstokken of eileiders), blijft er een hormonale productie en is de kans op beenmergdepressie reëel.

## Kleuren
Van de vacht van de fret bestaan drie hoofdkleuren, en deze komen voor in verschillende schakeringen:
- Wildkleur (zoals de bunzing), van chocoladebruin tot bijna zwart
- Albino (wit met rode ogen), van sneeuwwit tot crème
- Sandy (lichtbruine poten en staart), van heel licht zandkleurig tot donkerbeige

Daarnaast bestaan er verschillende tekeningen: witte voetjes, een witte bles, een volledig wit hoofd zonder masker, witte vlekken elders op het lichaam, enzovoort. Sommige van deze tekeningen hebben een speciale naam gekregen zoals witvoet/mitt, blaze, panda of polka dot. Deze witte tekening is het gevolg van een mutatie in de cellen van de neurale kammen die, behalve voor de pigmentatie, ook andere functies heeft. Vaak krijgen witte dieren gezondheidsproblemen, zoals doofheid, hartproblemen, maag-darmproblemen en misvormingen van de schedel en onderkaak. Bovendien zijn deze dieren gevoeliger voor tumoren. Aanvankelijk werd gedacht dat het hierbij om het syndroom van Waardenburg ging, tegenwoordig is men er nagenoeg zeker van dat het om een mutatie in het c-kit-gen gaat. Zowel dieren zonder opvallende tekeningen, als dieren mét deze tekeningen onder hun voorouders, dragen deze mutatie met zich mee en kunnen de bijhorende gezondheidsproblemen vertonen.

## Geschiedenis als huisdier

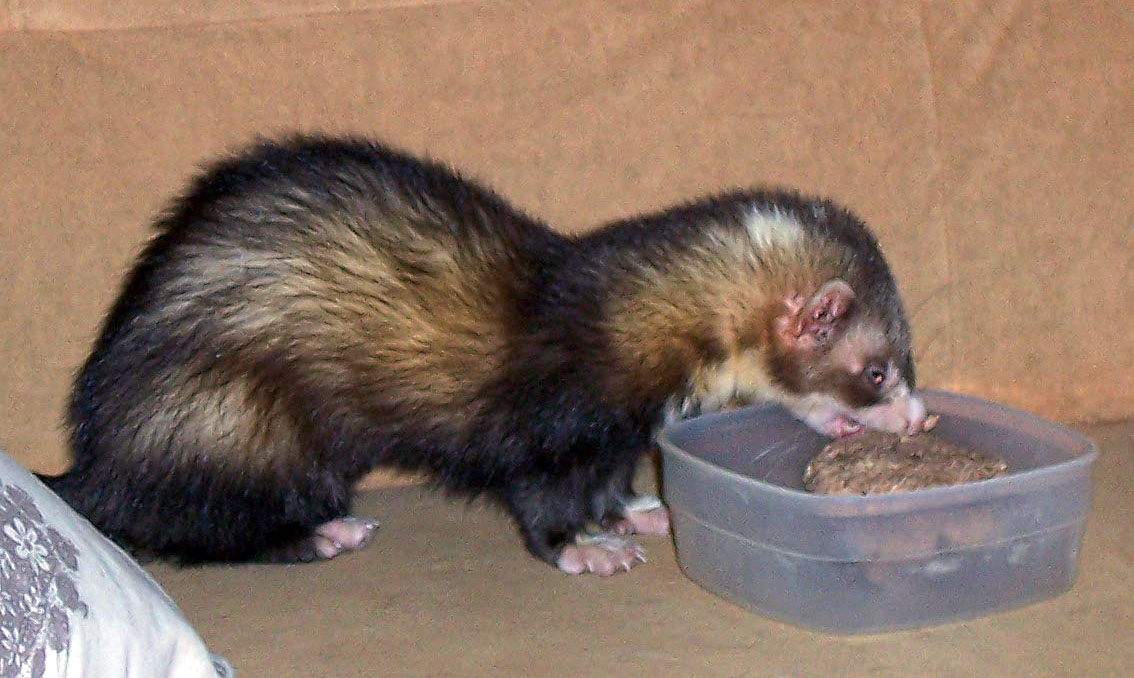
Etende fret

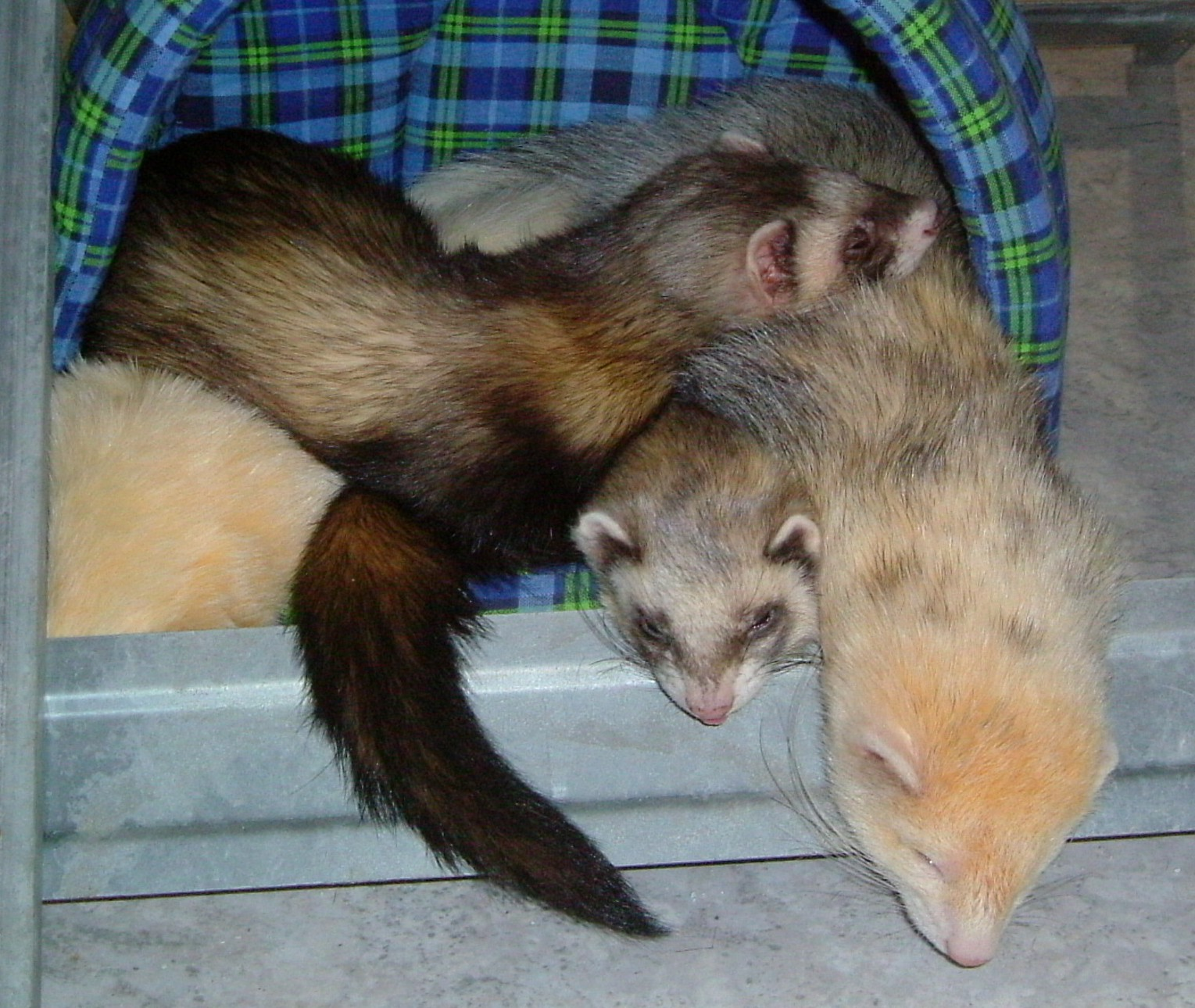
Slapende fretten

De Atheense blijspeldichter Aristophanes (445-388v.C.) spreekt over fretachtigen. Het is alleen niet duidelijk of het over fretten gaat of andere marterachtigen. Wat wel duidelijk is, is dat de oude Grieken fretten wel kenden, maar ze zelf niet hielden. Ze beschreven hem als een Noord-Afrikaans tam huisdier.

## Voeding
Fretten zijn carnivoren. Dat houdt in dat het strikt vleeseters zijn. Het spijsverteringsstelsel van een fret is niet in staat om plantaardig materiaal juist te verteren, wanneer ze te grote stukken inslikken kan zelfs een darmobstructie ontstaan, met alle gevolgen van dien.

## Fretteren
Fretteren is een vorm van jagen waarbij fretten worden gebruikt. Dit werd al gedaan bij de Romeinen. In Engeland werd er in de 14e eeuw een wet aangenomen dat men alleen fretten mocht houden als men per jaar meer dan 40 shilling verdiende. Dit was om het gewone volk de mogelijkheid te ontnemen om konijnenvlees te eten.
In België en Nederland mag nog steeds gejaagd worden met deze methode. Meestal wordt dit gedaan om de konijnenpopulatie beperkt te houden. Om te fretteren moet men echter wel een vergunning aanvragen.
Bij fretteren geeft men de voorkeur vaak aan albino's. Deze worden gemakkelijk gezien, en de eventuele jachthond ziet het verschil tussen het konijn en de fret. Fretteer-fretjes zijn vaak kleiner en slanker gebouwd, om zich gemakkelijk door de holen te bewegen.

## Hetofdefret?
Volgens het Groene Boekje is zowel "het fret" als "de fret" toegestaan. Inmiddels is zowel in Van Dale als bij het Genootschap Onze Taal het veel meer gebruikte "de fret" geaccepteerd.
De herkomst van "het fret" is terug te leiden tot het Franse woord voor fret, "furet". In het Nederlands werd dit "foret". Furet is een verbastering van het Latijnse verkleinwoord van fur, furittus. Dit betekent zoveel als "het kleine diefje".

## Galerij

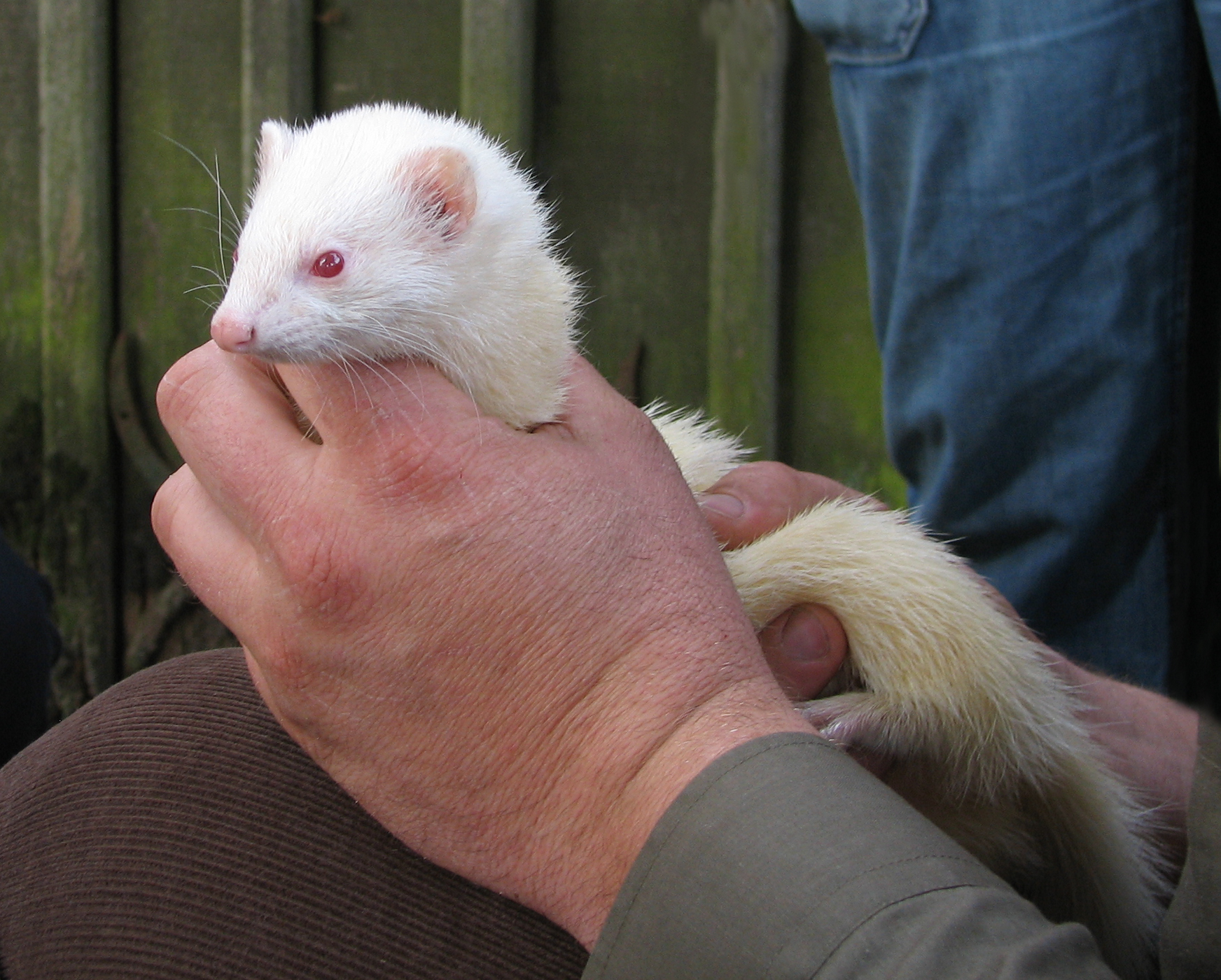
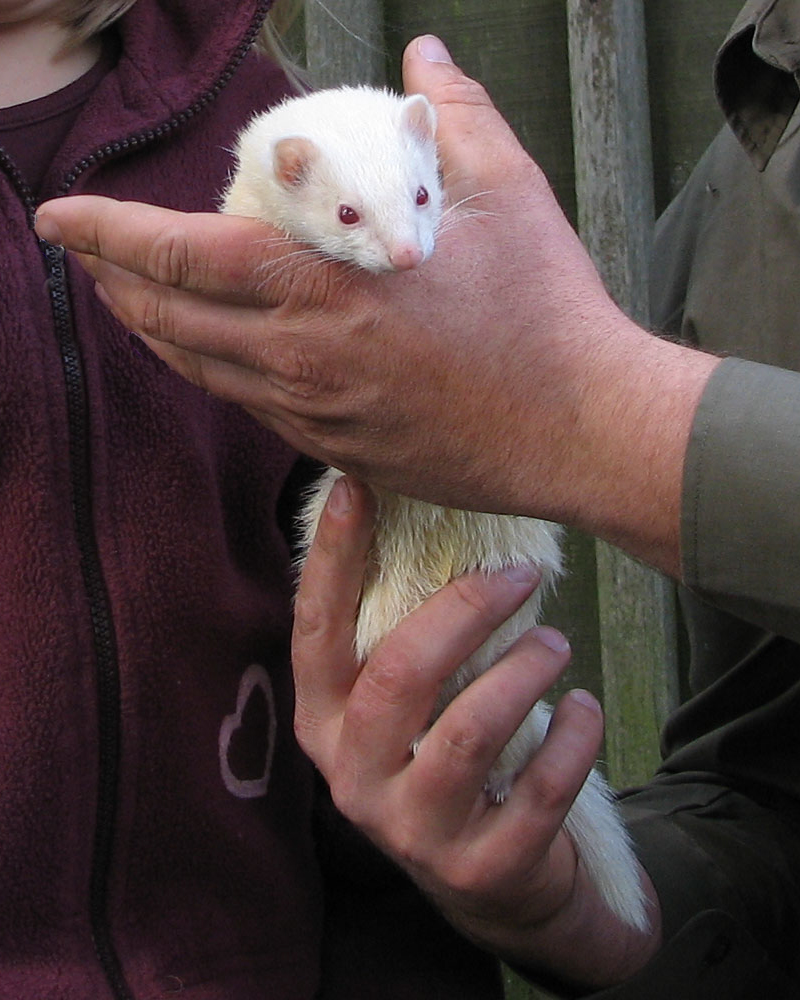
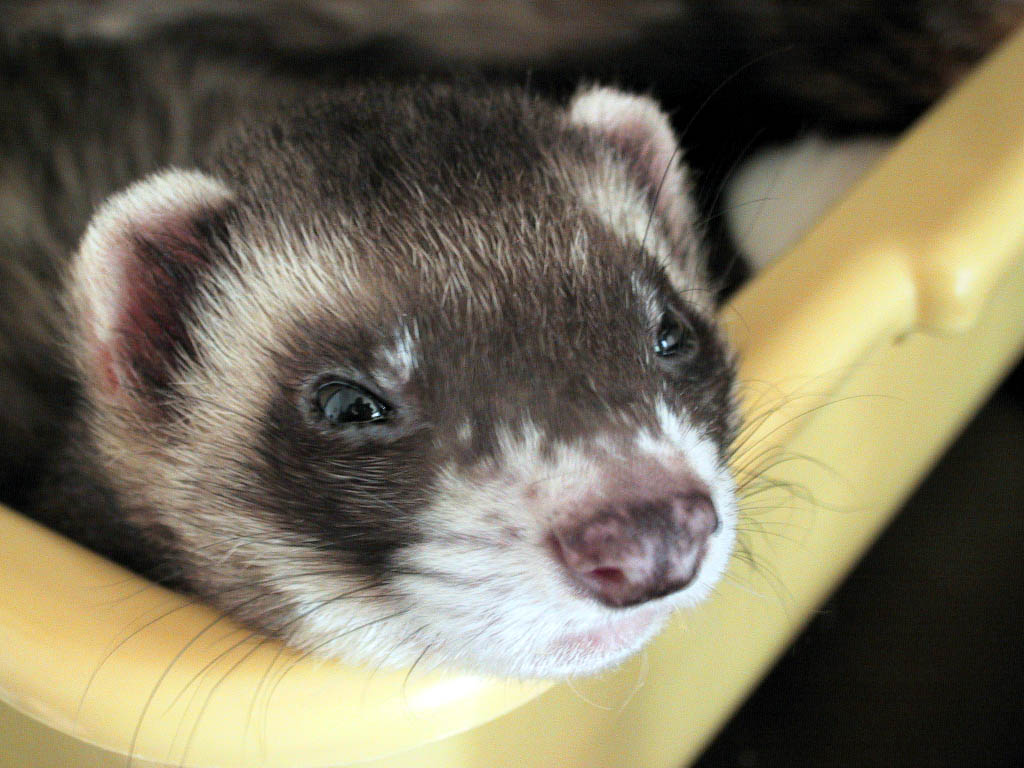
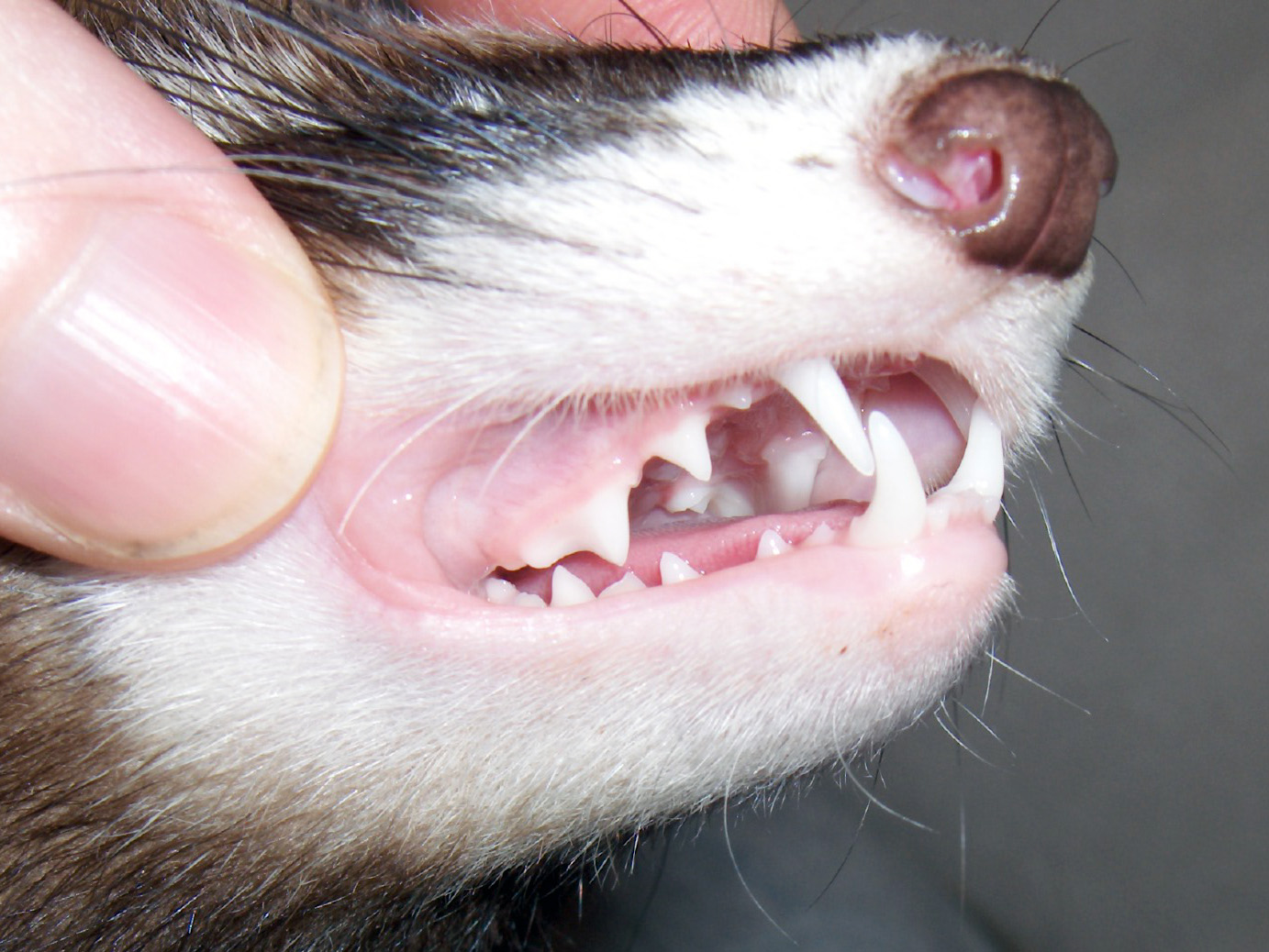
Gezond gebit van een fret